# Metri
Albums de Ø
— Olento
(1996)
Metri est le premier album solo du créateur finlandais de musique électronique Mika Vainio, publié sous son identité Ø. Ce disque, édité au format CD, s'inscrit dans le sillage de deux EP 12", Röntgen (SÄHKÖ 001) et Kvantti (SÄHKÖ 002), publiés sur le même label au début de 1993.

## Production
Cet album, composé de quinze pistes, a été enregistré sur de l'équipement analogique pendant l'été et l'automne 1993 (selon la notice accompagnant le CD). L'un des instruments utilisés est le Complex Sound Generator (CSG), construit par Jari Lehtinen.
La cinquième piste a été enregistrée en duo avec Ilpo Väisännen, qui deviendra dès l'année suivante le collaborateur de Vainio au sein de Pan Sonic.
Le graphisme de l'album est l'œuvre de Tommi Grönlund, cofondateur de Sähkö avec Mika Vainio.
L'album est réédité en 2005, au format CD et dans une édition vinyle sur 2 disques 12".

## Accueil critique
En 2017, Rob Young décrit l'album comme "a pulsating masterpiece of atom-clock techno". Jennifer Lucy Allan, dans le Guardian, compare Metri à l'album Minimal Nation de Robert Hood, également publié en 1994. 
Selon Joshua Meggitt, dans Resident Advisor, la réédition de Metri en 2005 est un rappel de ce que "minimal" signifie, tout en étant plus proche du courant minimaliste dans l'art contemporain des années 1960 que de la techno.

## Pistes

### CD
| 1.    | Sisään      | 2:03 |
| 2.    | Hornitus    | 5:03 |
| 3.    | Kuvio       | 5:52 |
| 4.    | JL-CSG I    | 2:11 |
| 5.    | Muuntaja    | 6:59 |
| 6.    | Hion        | 2:24 |
| 7.    | Twin Bleebs | 7:58 |
| 8.    | Erit-Samat  | 0:49 |
| 9.    | Lasi        | 6:01 |
| 10.   | JL-CSG II   | 4:53 |
| 11.   | Radio       | 8:59 |
| 12.   | Asuntola    | 2:34 |
| 13.   | Kenttä      | 7:20 |
| 14.   | Halli       | 5:13 |
| 15.   | Dayak       | 5:21 |
| 73:45 |             |      |